# Generic Access Profile
Generic Access Profile (GAP) (ETSI standard EN 300 444)は、DECT準拠の親機がDECT準拠の子機（ハンドセット）と相互運用して、3.1 kHz電話網に接続されているときに基本的な電話サービスを提供できるようにするための一連の必須要件について定義している。EN 300 176-2で定義されている。
GAPの目的は、無線インタフェース（無線接続）と、電話呼を確立・維持・解放するための手順レベル（呼制御）での相互運用性を保証することである。また、GAPは子機を親機に登録するための手順を規定している（モビリティ管理）。GAP準拠の子機は、電話帳の同期・留守番電話のリモート操作など、親機の高度な機能にはアクセスできない場合もあるが、基本的な通話のレベルではGAP準拠の他のメーカーの親機でも使用できるようにする必要がある。ほとんどのDECT子機とDECT親機は、機能を公表していないものも含めてGAPプロファイルに対応しているので、一緒に使用することができる。ただし、相互運用性を妨げるためにシステムをロックしたり、新しい子機を登録できない親機を製造しているメーカーもある。
GAPは、親機が外部電話網にどのように接続するかについては規定していない。